# Cancrinia tianschanica
Cancrinia tianschanica là một loài thực vật có hoa trong họ Cúc. Loài này được (Krasch.) Tzvelev mô tả khoa học đầu tiên năm 1961.